# Pailin
Pailin é uma cidade localizada no oeste do Camboja, na fronteira com a Tailândia. Pailin é também um município com status de província (Krong). Possui uma área de 803 km². Em 1998, sua população era de 22.906 habitantes. Pailin foi um dos principais fortes do Khmer Vermelho.
Pailin é dividida em dois distritos:
- 2401 - Pailin
- 2402 - Sala Krau